# Ian Hamilton (scrittore)
Ian Robert Hamilton (King's Lynn, 24 marzo 1938 – Londra, 27 dicembre 2001) è stato un poeta e critico letterario britannico.
La famiglia di origine era composta dal padre, Robert Hamilton (morto quando Ian aveva 13 anni), un ingegnere civile specializzato in sistemi fognari, dalla madre Daisy Mariner, nata McKay, entrambi di origine scozzese, e da tre figli maschi e una figlia femmina.
Al giovane Ian, a causa di un soffio al cuore, venne proibita la pratica dell'amato calcio, si dedicò quindi alla redazione di una rivista scolastica alternativa, chiamata The Scorpion con effetti negativi sulla sua valutazione finale. Dopo il servizio militare (trascorso in Germania al seguito di un'unità di intelligence della RAF) frequentò il Keble College ad Oxford, dove mostrò più interesse per la pubblicazione di riviste che per gli studi, fra l'altro fondò una rivista letteraria chiamata Tomorrow che fu la prima a pubblicare uno scritto di Harold Pinter. Dopo la laurea, conseguita nel 1961, rimase ad Oxford, lavorando brevemente come insegnante, ed iniziò a scrivere poesie. Il 13 aprile 1963 sposò Gisela Dietzel (n. 1939 o 1940), una segretaria, la coppia ebbe un figlio.
Nel 1962, ancora ad Oxford, fondò una nuova rivista letteraria chiamata The Review. Tra i poeti pubblicati vi sono  Hugo Williams, John Fuller, Michael Fried, David Harsent e Colin Falck, nella rivista vennero pubblicati anche saggi critici di un certo valore, alcuni furono ripubblicati nel 1968 in una raccolta chiamata The Modern Poet.
A metà degli anni 1960 Hamilton si dedicò alla poesia della seconda guerra mondiale ed in particolare alle opere di Alun Lewis. Nel 1966 si trasferì a Londra dove accettò un lavoro part-time presso il The Times Literary Supplement di cui divenne in seguito editore per la poesia e la narrativa, posizione che mantenne fino al 1973. Nel 1970 venne pubblicata The Visit, una raccolta di poesie accomunate da brevità e intensità. In quel periodo la sua vita personale era funestata dall'infermità mentale della moglie.
Nel 1972 cessò la pubblicazione di The Review, Hamilton fondò in seguito la rivista The New Review finanziata in parte dai fondi erogati dal Consiglio per le Arti, quando i finanziamenti cessarono la rivista dovette chiudere (1979), fra i giovani autori pubblicati dalla rivista vi furono Martin Amis e Ian McEwan.
Nel 1980 Hamilton iniziò a dedicarsi alla scrittura della biografia del poeta suo amico Robert Lowell (deceduto nel 1977), nel contempo iniziò a scrivere la biografia del riservatissimo romanziere statunitense J.D. Salinger che intentò un'azione legale per impedire la pubblicazione del libro ed in ogni caso si rifiutò di fornire qualunque tipo di informazione negando persino l'utilizzo di citazioni dalle sue opere. Il libro venne pubblicato nel 1988 col titolo In Search of J.D. Salinger, a breve seguì la pubblicazione di Writers in Hollywood, 1915-1951 (1990).
Dal 1984 al 1987 Hamilton condusse una trasmissione letteraria chiamata Bookmark alla BBC.
Nel 1988 venne pubblicata la nuova raccolta di poesie Fifty Poems che comprendeva le poesie già pubblicate in The Visit insieme a 11 poesie della raccolta Returning e sei opere nuove. Nella prefazione Hamilton scrisse: "Fifty poems in twenty-five years: not much to show for half a lifetime, you might think. And in certain moods, I would agree."
L'esperienza con Salinger venne inclusa nell'opera Keepers of the Flame (1992) dedicata alla storia della proprietà letteraria e delle biografie non ufficiali. Il suo mai sopito amore per il calcio lo portò  scrivere Gazza Agonistes (1993) e Gazza Italia (1994) entrambi dedicati al talento apparentemente sprecato di Paul Gascoigne.
Morì di cancro nel 2001. Gli sopravvissero il figlio del primo matrimonio con Gisela Dietzel, la seconda moglie Ahdaf Soueif e i due figli e la compagna Patricia Wheatley, dalla quale ebbe un figlio ed una figlia.